# Limeshain
Limeshain es un municipio situado en el distrito de Wetterau, en el estado federado de Hesse (Alemania). Tiene una población estimada, a fines de 2021, era de 5742 habitantes.
Está ubicado en la zona de la cordillera del Taunus, a poca distancia de la ciudad de Fráncfort del Meno.